# 巫堃泰
巫堃泰（英語：Michael Mo Kwan Tai，1986年5月25日—），香港民主派人士，前香港屯門區議會三聖區議員。目前定居英國。

## 人物生平
巫堃泰畢業於港大法學碩士（人權法）。曾為公民黨黨員。在非政府組織參與過政策倡議，包括反高鐵、反對興建第三條跑道運動。巫堃泰也為兩次遊行申請人，社運履歷長達十多年。

## 社運

### 機場發展關注網絡
2011 年 6 月成立機場發展關注網絡點反對興建機場第 3 條跑道。

### 地產霸權遊戲
與友人合力研發《地產霸權遊戲》，將香港的土地利用矛盾以遊戲方式表達，500副首版5天沽清。

### 新界無雙
與原班人物創作同系遊戲《新界無雙》，旨在反映香港郊區土地利用問題。

### 惡搞林鄭月娥
於2017年香港行政長官選舉期間，巫堃泰曾創立惡搞網站「carrielam2017.hk」，網頁內只顯示了一卷廁紙，諷刺林鄭月娥的「廁紙門」事件，結果被廉署邀協助調查。巫堃泰其後回應「我不希望本次事件是另一宗政治調查，令署方與打壓表達自由甚至白色恐怖扯上關係」。

### 光復元朗
7月27日的「光復元朗」遊行不獲警方批准，最終仍演變成激烈衝突收場，鍾健平事後涉嫌「組織未經批准集結」，被警方拘捕。鍾健平今早(3日)表示，遊行第二名申請人巫堃泰，亦於早上約7時半被警方拘捕，指他涉嫌在7月27日於元朗區發生的「非法集結」一事有關。

### 光復屯門公園
「光復屯門公園」遊行表達對唱歌大媽的噪音滋擾後，有地區關注組擬於本周六(21日)再發起「光復屯門公園」活動，遊行路線與上次相似，由新和里遊樂場經鄉事會路步行至屯門公園。

## 公職服務

### 步入議會
2019年，巫堃泰在尖沙咀舉辦六四悼念晚會。同年7月，組成「屯門公園衛生關注組」，發起兩次「光復屯門」遊行，抗議屯門公園多年來的賣唱及色情販賣等問題。
2019年亦是巫堃泰由街頭走入議會之年。他認為數個區議會聯手施壓，可以帶來改變，比如運輸署每年都會做一次路線重組，署方政策一定會以鐵路為主，對居民來說，不一定是最方便、最好的方案，需幾區聯手才可迫使他們改變。「因為公權仍要『做吓樣去問吓你』，所以你要在位去阻止，讓政府部門不再『作惡』，或是做懲罰市民的事。區議會仍有功用，令公權不要成為『懲罰選民黨』。」
於2019年香港區議會選舉，巫堃泰出戰三聖選區，該區一度傳出新民黨主席葉劉淑儀有意接替原任區議員，黨友蘇炤成參選，但最終葉劉淑儀未有參戰，蘇炤成在本區角逐連任，結果蘇炤成以700多票的差距落敗，三聖選區亦首次出現議員更替，也是首次由泛民主派人士奪取該選區議席。結束蘇炤成長達三十八年的區議員生涯。

## 歷屆選舉結果
| 政党   | 政党     | 候选人    | 票数  | %     | ±      |
| ------ | -------- | --------- | ----- | ----- | ------ |
|        | 立言香港 | ①. 巫堃泰 | 2,834 | 56.32 | 不適用 |
|        | 新民黨   | ②. 蘇炤成 | 2,198 | 43.68 | -23.63 |
| 多数票 | 多数票   | 多数票    | 636   | 12.64 | 不適用 |

## 資料來源與註釋
1. 1 2 3 4  黃文軒. . 香港01. 2019-10-29  [2019-11-30]. （原始内容存档于2020-03-29）.
2. ↑  . 學苑. 2016-10-16  [2020-01-10]. （原始内容存档于2021-06-23） （中文（香港））.
3. ↑  . 蘋果日報.   [2014-07-15]. （原始内容存档于2021-06-21） （中文（香港））.
4. ↑  . facebook.   [2011-07-01] （中文（香港））.
5. ↑  . 東方日報.   [2019-12-26]. （原始内容存档于2019-12-26） （中文（香港））.
6. ↑  . 立場新聞 Stand News.   [2019-12-26]. （原始内容存档于2019-09-01） （英语）.
7. ↑  . 東方日報.   [2019-09-09]. （原始内容存档于2021-05-19） （中文（香港））.
8. ↑  . 東方日報.   [2019-09-16]. （原始内容存档于2021-05-19） （中文（香港））.
9. ↑  . HK01.   [2020-07-25]. （原始内容存档于2021-05-19） （中文（香港））.
10. ↑  編輯部, Tmhk. . TMHK - Truth Media (Hong Kong). 2019-06-04  [2020-01-10]. （原始内容存档于2020-11-25） （中文（香港））.
11. ↑  . 明報新聞網 - 即時新聞 instant news.   [2020-01-10]. （原始内容存档于2019-09-25） （中文（繁體））.
12. ↑  張美華. . 香港01. 2019-09-16  [2020-01-10]. （原始内容存档于2020-09-01） （中文（香港））.
13. ↑  歐陽翠詩. . 香港01. 2019-08-30  [2020-01-10]. （原始内容存档于2020-09-07） （中文（香港））.
14. ↑  .   [2019年12月26日]. （原始内容存档于2019年12月3日）.
15. ↑  . www.elections.gov.hk.   [2020-01-10]. （原始内容存档于2020-03-28）.

## 外部連結
- .   [2021-05-21]. （原始内容存档于2021-05-21）.
- .   [2021-05-21]. （原始内容存档于2021-05-21）.
- .   [2021-05-21]. （原始内容存档于2020-12-10）.

| 議會席位      | 議會席位                                             | 議會席位 |
| ------------- | ---------------------------------------------------- | -------- |
| 前任： 蘇炤成 | 屯門區議會 三聖選區區議員 2020年1月1日－2021年7月8日 | 空缺     |